# Adolf IV van Schauenburg en Holstein
Adolf IV van Schauenburg en Holstein (circa 1205 - Kiel, 8 juli 1261) was van 1225 tot 1238 graaf van Schauenburg en van 1227 tot 1238 graaf van Holstein. Hij behoorde tot het huis Schaumburg.

## Levensloop
Adolf IV was de oudste zoon van graaf Adolf III van Schauenburg en Holstein en diens tweede vrouw Adelheid van Querfurt. In 1203 verloor zijn vader het graafschap Holstein nadat het door koning Waldemar II van Denemarken was veroverd. Na het overlijden van zijn vader in 1225 volgde Adolf hem op als graaf van Schauenburg.
Adolf IV vocht mee in verschillende veldslagen tegen de Denen. In 1225 won hij de Slag bij Mölln door het leger van graaf Albrecht II van Weimar-Orlamünde, een bondgenoot van Denemarken, te verslaan. Op 22 juli 1227 won Adolf met zijn coalitieleger dan weer de Slag bij Bornhöved. Na deze veldslag werd koning Waldemar II van Denemarken gedwongen om zijn gebieden in Noord-Duitsland definitief af te staan en herwon Adolf IV het graafschap Holstein.
In 1235 stichtte hij de stad Kiel en daarna in 1238 de stad Itzehoe. Ook nam Adolf in 1238 deel aan de kruistocht tegen het heidense Lijfland.
In 1238 besloot Adolf IV om af te treden als graaf van Schauenburg en Holstein en zich terug te trekken in een franciscanenklooster. Zijn minderjarige zonen Johan I en Gerard I volgden hem op onder het regentschap van hun oom, hertog Abel van Sleeswijk. Vervolgens werd hij in 1244 in Rome tot priester gewijd. Hetzelfde jaar stichtte hij de stad Neustadt in Holstein. In 1261 overleed Adolf IV in het franciscanenklooster van Kiel, dat hij zelf had opgericht. Vervolgens verdeelden zijn zoons het graafschap Holstein onderling. 

## Huwelijk en nakomelingen
Hij huwde met Heilwig van Lippe (1200 - 1248/1250), dochter van heer Herman II van Lippe. Ze kregen de volgende kinderen:
- Mechtildis (1225-1288), huwde in 1237 met hertog Abel van Sleeswijk, van 1250 tot 1252 eveneens koning van Denemarken, en daarna in 1261 met regent Birger Jarl van Zweden
- Johan I (1229-1263), graaf van Holstein-Kiel
- Gerard I (1232-1290), graaf van Holstein-Itzehoe
- Ludolf, stierf in de kindertijd